# 田中正巳
田中 正巳（たなか まさみ、1917年6月12日 - 2005年8月5日）は、日本の政治家。自由民主党衆議院議員、参議院議員。北海道出身。正三位勲一等旭日大綬章。

## 来歴・人物
函館中学、官立新潟高等学校を経て東京帝国大学法学部卒業。1955年、第27回衆議院議員総選挙に初当選（旧北海道3区）。1974年、三木武夫内閣の厚生大臣として初入閣。衆議院予算委員長に就任したが、1979年の第35回衆議院議員総選挙で落選し、1980年に参議院全国区に転出。1992年まで2期務めた。
1987年、勲一等旭日大綬章受章。
2005年8月5日、肝臓癌のため東京都北区の病院で死去。享年88。

## 特記事項
- 1960年の第29回衆議院議員総選挙では彼と同姓同名同年齢の人物が立候補している（途中で立候補取り下げ）。
- 釧路短期大学の学長就任歴がある。

## 親族
- 兄 田中元（衆議院議員）[2]